# Phalangium lupatum
Phalangium lupatum is een hooiwagen uit de familie echte hooiwagens (Phalangiidae).